# Високо напрежение
„Високо напрежение“ (на английски: Limitless) е американски филм от 2011 г. на режисьора Нийл Бъргър с участието на Брадли Купър, Аби Корниш и Робърт Де Ниро. Базиран е на романа „The Dark Fields“ на Алън Глин. През 2015 г. дебютира сериал със същото заглавие, който е продължение на историята.

## Награди и номинации
| Награда | Категория                        | Номиниран(и)                     | Резултат  |
| ------- | -------------------------------- | -------------------------------- | --------- |
| Сатурн  | Най-добър научнофантастичен филм | Най-добър научнофантастичен филм | номинация |

## „Високо напрежение“ в България
На 15 май 2015 г. Нова телевизия излъчи филма с български дублаж за телевизията. Екипът се състои от:
| Преводач            | Мая Мавродиева                                                                  |
| Режисьор на дублажа | Димитър Кръстев                                                                 |
| Тонрежисьор         | Цветомир Цветков                                                                |
| Озвучаващи артисти  | Христина Ибришимова Ани Василева Светозар Кокаланов Силви Стоицов Христо Узунов |